# Cnidium silaifolium
Cnidium silaifolium är en flockblommig växtart som först beskrevs av Nikolaus Joseph von Jacquin, och fick sitt nu gällande namn av Lajos von Simonkai. Cnidium silaifolium ingår i släktet Cnidium och familjen flockblommiga växter. Utöver nominatformen finns också underarten C. s. orientale.

## Bildgalleri

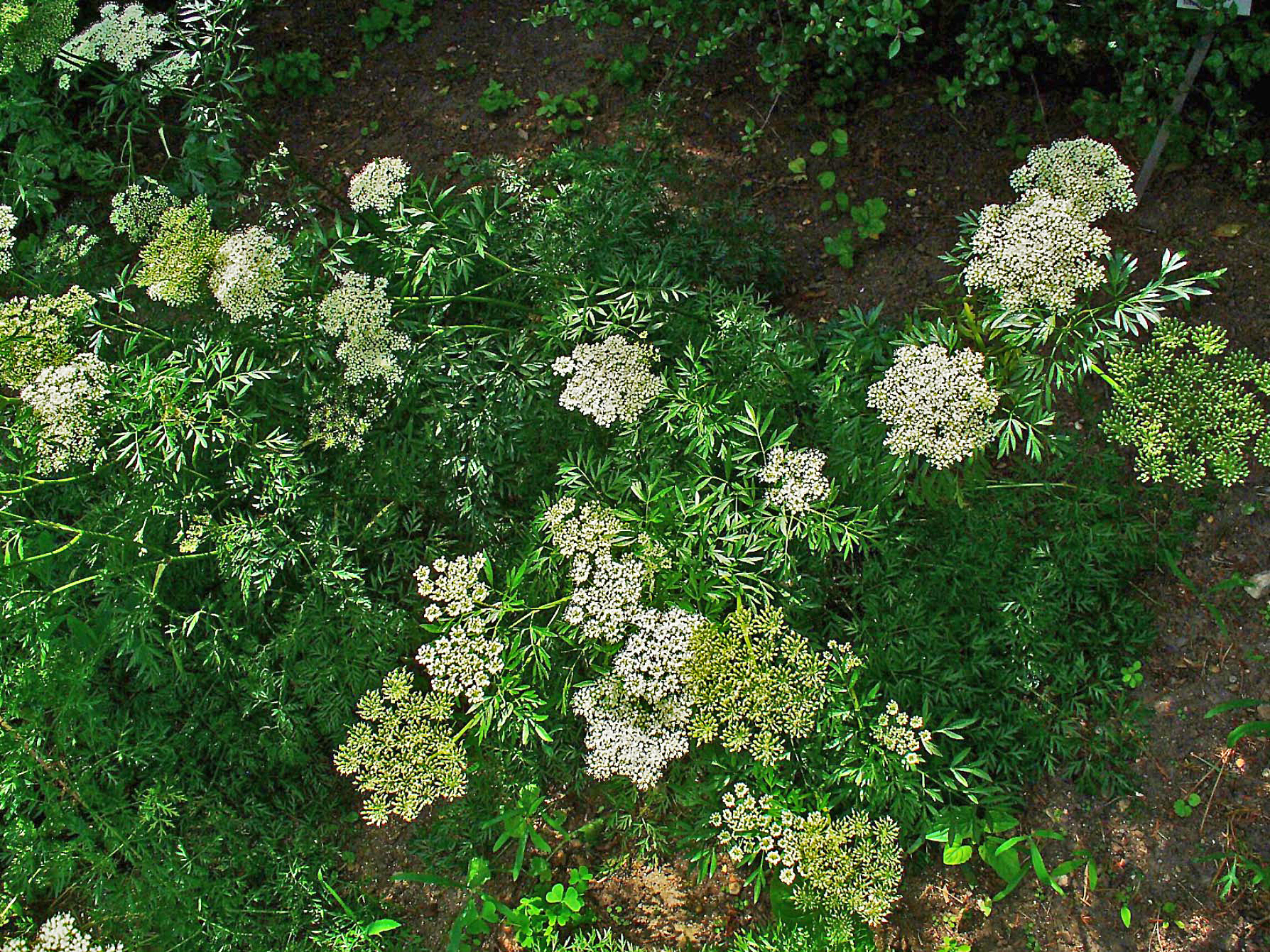
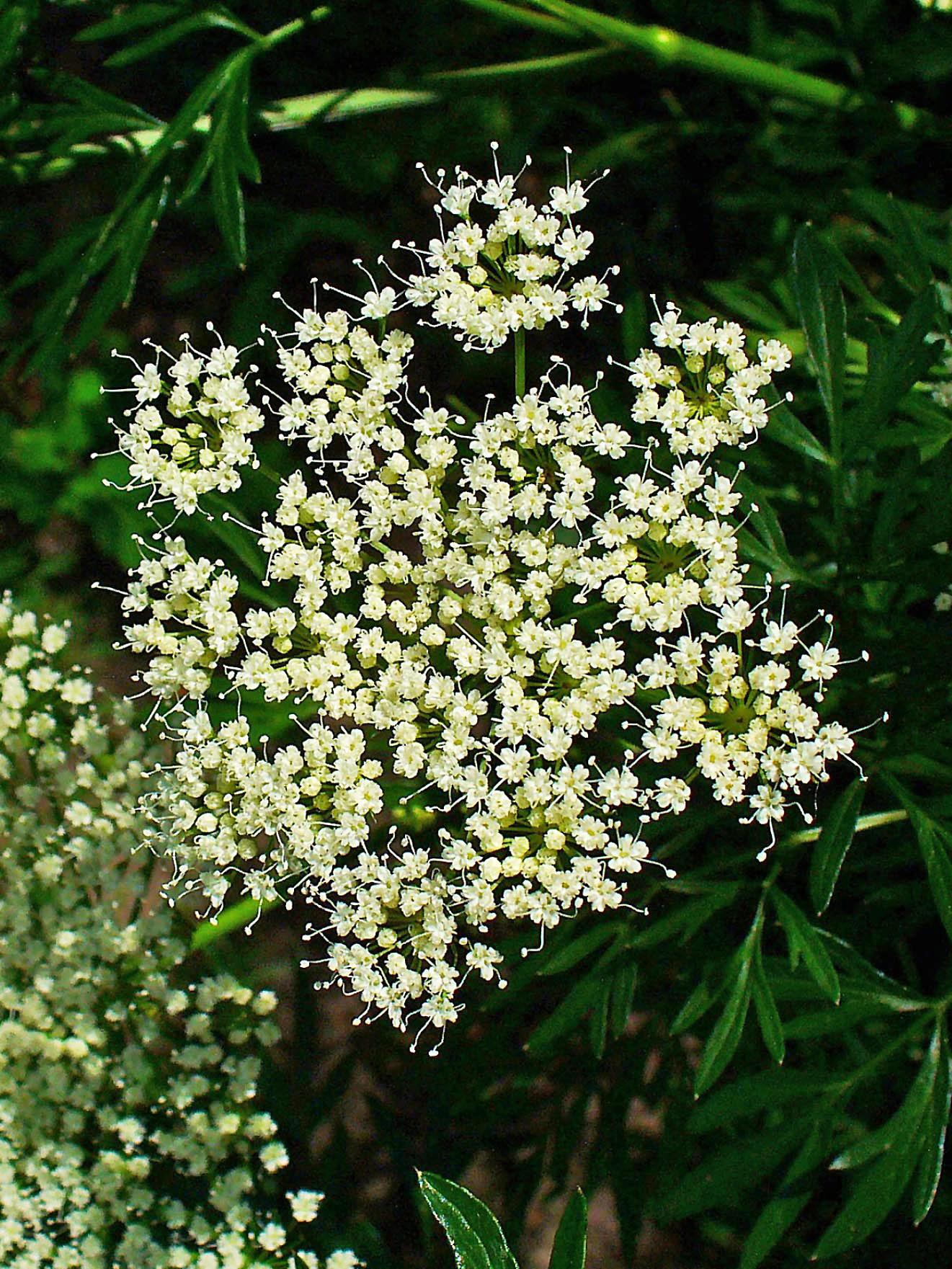
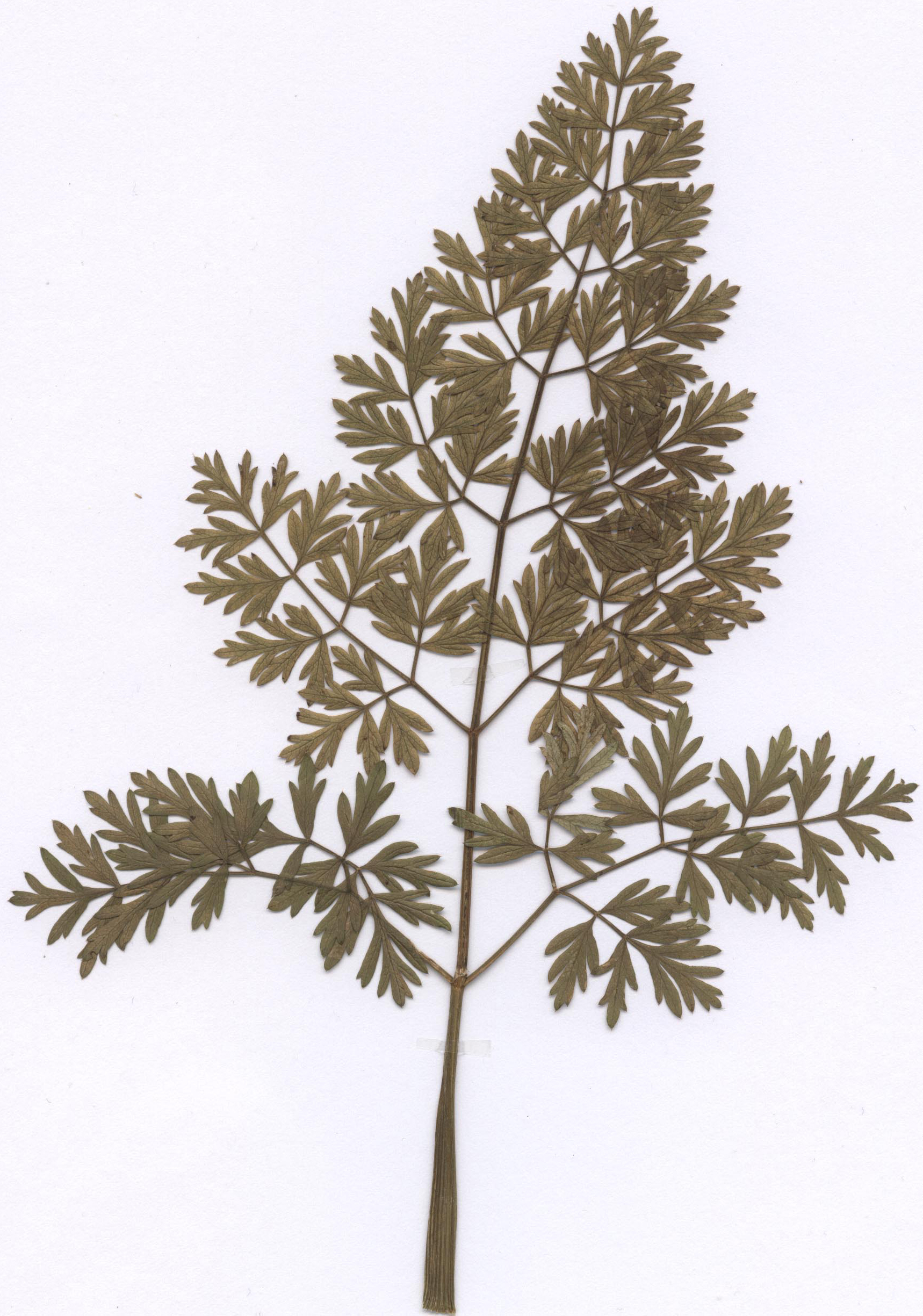
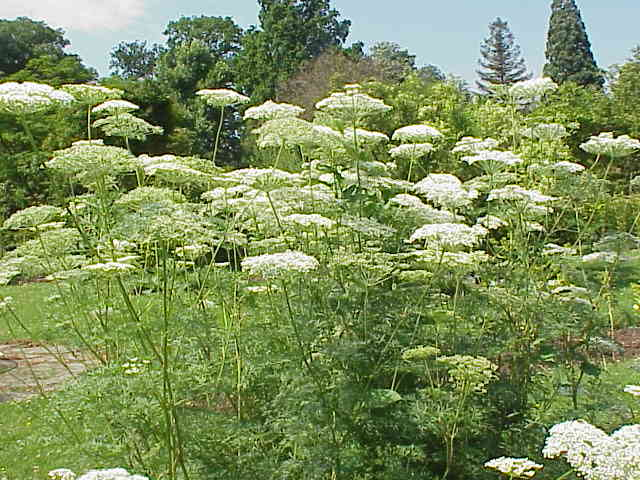
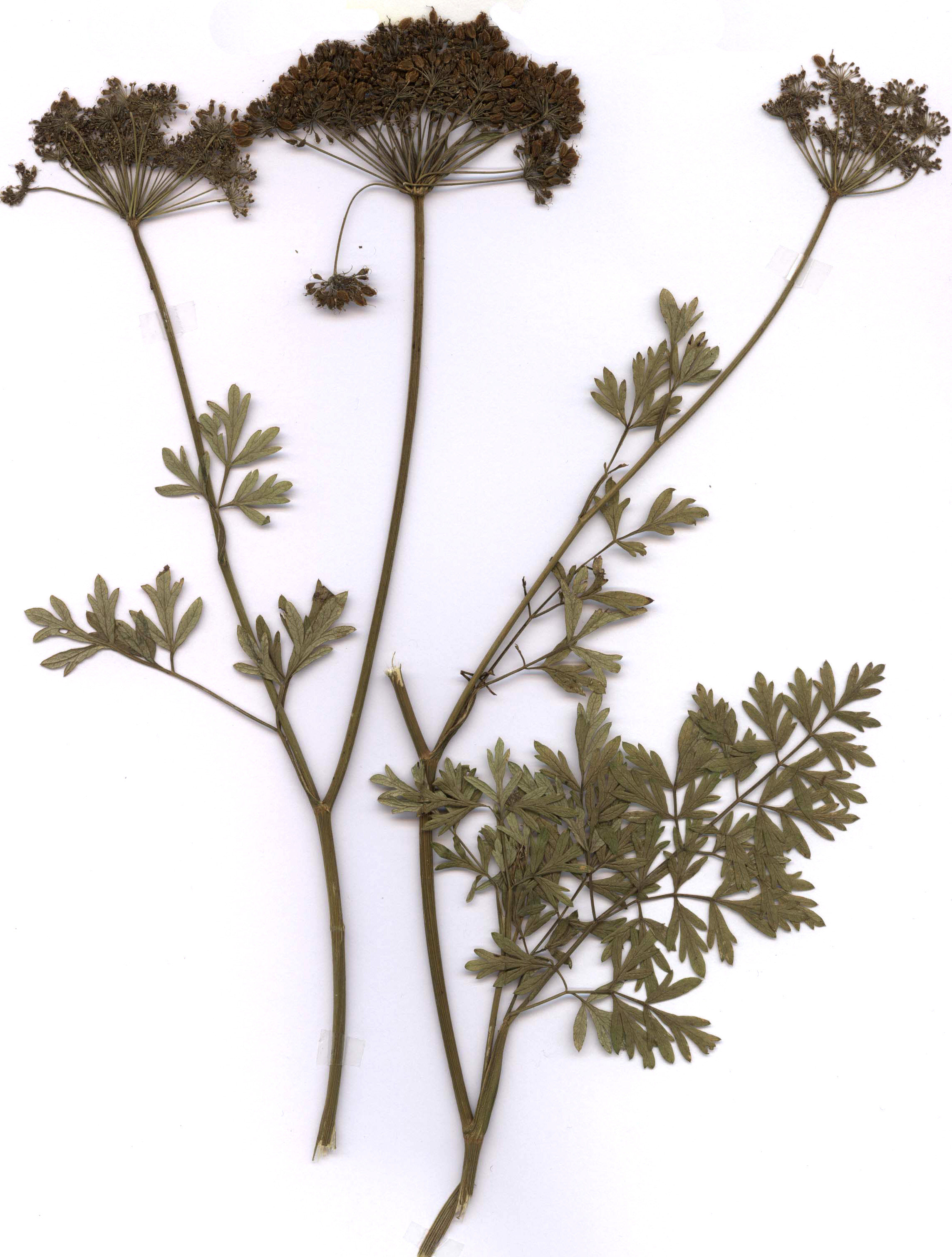
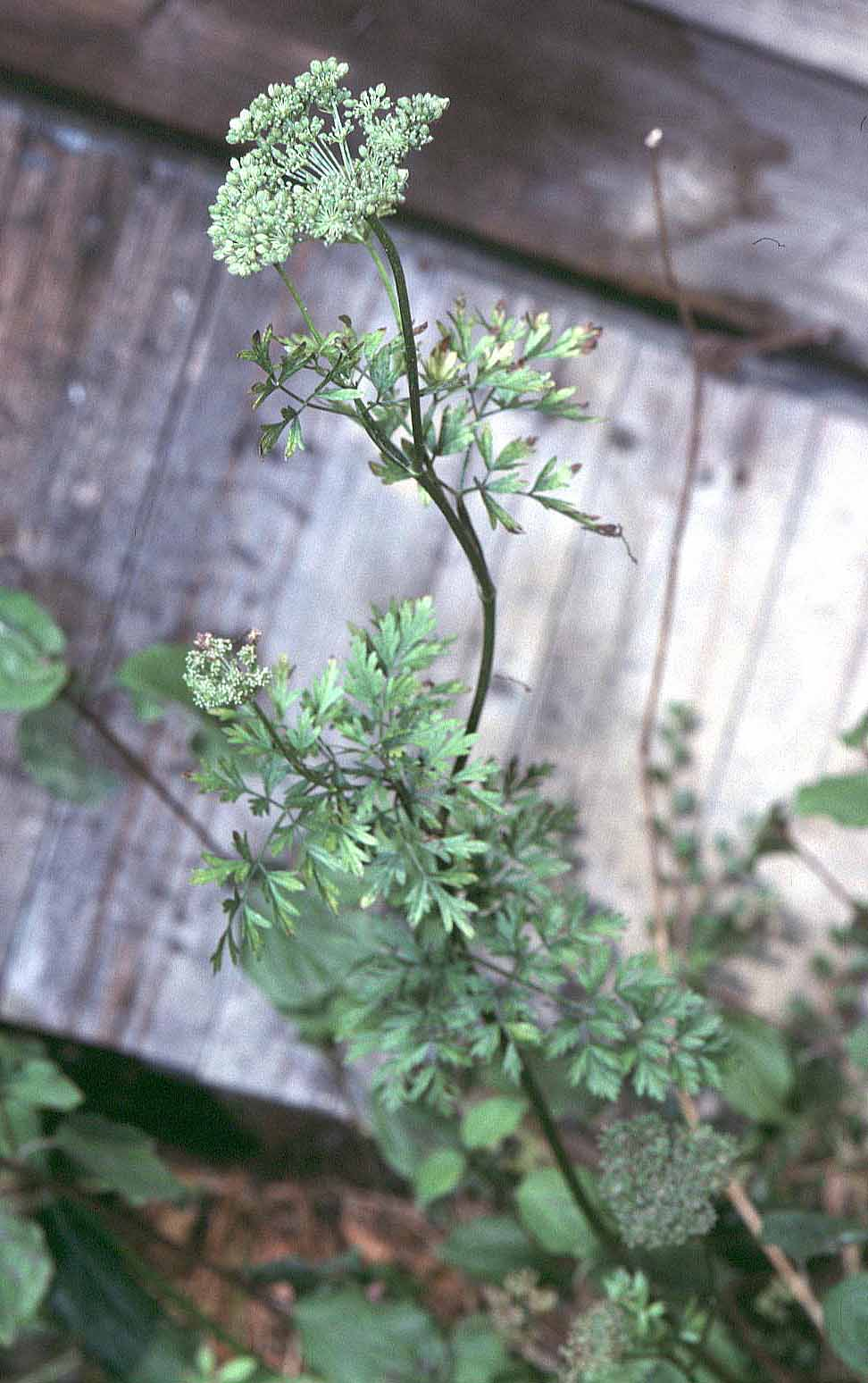